# Atli Gregersen
Atli Gregersen (ur. 15 czerwca 1982 w Tórshavn na Wyspach Owczych) – farerski piłkarz, występujący na pozycji obrońcy w klubie Víkingur Gøta oraz w reprezentacji Wysp Owczych.

## Kariera klubowa
Gregersen karierę rozpoczynał w duńskim Randers Freja po uzyskaniu w roku 2000 stypendium, ufundowanego przez klub. Pierwszy mecz rozegrał zaś w sezonie 2001/2002. Był to jedyny występ Gegersena w sezonie, a jego klub zajął wówczas szóste miejsce w tabeli drugiej ligi. Podczas kolejnego sezonu klub zrzeszył się z kilkoma innymi i rozpoczął występy pod nową nazwą – Randers FC. Gegersen rozegrał w nim kolejne dwa spotkania. Na sezon 2002/2003 przeniósł się trzecioligowego wówczas klubu Lyngby BK. Wystąpił tam sześć razy i zdobył jedną bramkę. Jego klub utrzymał się w tabeli 2. Divisjon, zajmując jedenaste miejsce w tabeli.
W sezonie 2004 Gregersen rozpoczął grę dla rodzimego GÍ Gøta. Po raz pierwszy wystąpił w wygranym 3:1 meczu wyjazdowym przeciwko TB Tvøroyri, 20 marca. Podczas tego sezonu Atli wystąpił łącznie w 22 meczach, a jego klub zajął ósme miejsce w tabeli. Podczas kolejnego sezonu zagrał w 21 spotkaniach. GÍ Gøta, choć zajął dziewiąte miejsce w tabeli ligowej, co sprawiło, że o utrzymanie musiał walczyć z zajmującym drugie miejsce w 1. deild 2005 B71 Sandoy, zdobył Puchar Wysp Owczych 2005.
Pod koniec roku 2005 Gregersen został zawodnikiem klubu IF Skjold, rozgrywającego mecze w czwartej lidze duńskiej. Zagrał tam w dwóch spotkaniach, a następnie przeniósł się do kopenhaskiego BK Frem. Zadebiutował tam 12 marca 2006 w spotkaniu pucharowym przeciwko swojemu dawnemu klubowi Randers FC, który Frem przegrał 0:3. W lidze wystąpił po raz pierwszy 11 czerwca w spotkaniu przeciwko Brabrand IF (1:2). Jego drużyna zajęła wówczas 10. miejsce w tabeli drugiej ligi. W kolejnym sezonie Gregersen wystąpił w jedenastu spotkaniach. W styczniu 2007 roku przestał być zawodnikiem BK Frem.
Powrócił wówczas do GÍ Gøta, gdzie grał od początku sezonu 2007, występując po raz pierwszy 1 kwietnia 2007 w przegranym 0:2 ligowym spotkaniu przeciwko EB/Streymur. Jego drużyna zajęła wówczas piąte miejsce w ligowej tabeli. 4 lutego 2008 roku kluby GÍ Gøta oraz LÍF Leirvík oficjalnie się połączyły, tworząc Víkingur Gøta, w którego składzie pozostał Atli Gregersen. Z nowym klubem zdobywał trzecie (2008) oraz piąte (2009) lokaty w tabeli farerskiej ekstraklasy. W latach 2007–2010 włącznie obrońca zagrał w dziewięćdziesięciu dwóch spotkaniach GÍ i Víkingura Gøta. Zdobył także siedem bramek, z których pierwszą 25 kwietnia 2008 w meczu ligowym przeciwko NSÍ Runavík (1:0).
10 czerwca 2010 roku ogłoszono podpisanie kontraktu Gregersena z klubem Ross County, rozgrywającym wówczas mecze w drugiej lidze szkockiej. Zadebiutował on w meczu Pucharu Ligi przeciwko Dundee United (1:2), jednak było to jedyne rozegrane przez niego spotkanie dla klubu i pod koniec roku zdecydował się na powrót na Wyspy Owcze.
Od sezonu 2011 ponownie jest zawodnikiem Víkingura Gøta. Dotychczas od powrotu ze Szkocji wystąpił w stu osiemdziesięciu dwóch meczach i zdobył jedenaście bramek. Klub nie osiągnął w tym czasie mistrzostwa kraju, zdobywając najwyżej trzecią pozycję w tabeli (2009, 2011, 2014 oraz 2015). Triumfowali jednak w rozgrywkach pucharowych, zdobywając Puchar Wysp Owczych czterokrotnie (2009, 2012, 2013 i 2015). W sezonie 2016 jego klub po raz pierwszy zdobył tytuł Mistrza Wysp Owczych.

## Kariera reprezentacyjna
Atli Gregersen po raz pierwszy reprezentował swój kraj w rozgrywkach U-17 4 sierpnia 1998 roku w meczu przeciwko Szwecji (0:3). Łącznie wystąpił w siedmiu meczach na tym poziomie wiekowym. Grał także w reprezentacji U-19, gdzie wystąpił pięć razy. Zadebiutował w meczu przeciwko Albanii 27 września 1999 (1:3). Nie grał w reprezentacji U-21.
W seniorskiej reprezentacji Wysp Owczych zagrał po raz pierwszy 10 czerwca 2009 roku w meczu przeciwko Serbii (0:2). Od tamtego czasu ma na swoim koncie 33 spotkania międzynarodowe.

## Sukcesy

### Klubowe
GÍ Gøta
- Puchar Wysp Owczych (1x): 2005

Víkingur Gøta
- Mistrzostwo Wysp Owczych (1x): 2016
- Puchar Wysp Owczych (4x): 2009, 2012, 2013, 2015